# وادي الدخول
وادي الدخول هو واد صغير في تهامة بلاد بلقرن من روافد وادي الغرين وعليه بيوت متناثرة لبلحارث بلقرن.